# Cirra

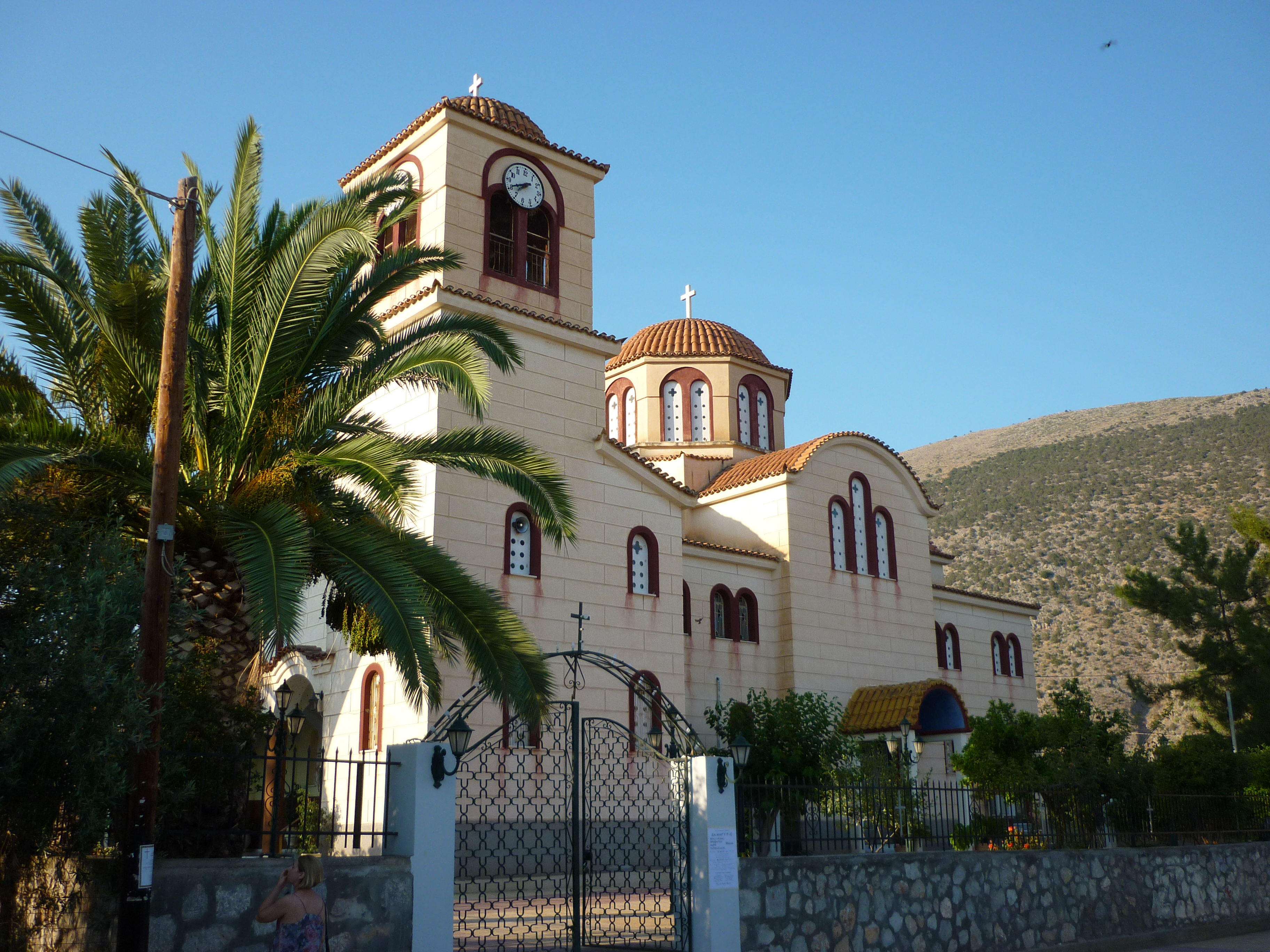
La iglesia de Panagia en Cirra.

Mapa de la zona de Grecia central donde se ubican algunas de las principales ciudades de la antigua Fócide. Cirra estaba situada en la costa, al sur.

Cirra (en griego, Κίρρα) es el nombre de una población de Grecia que pertenece a la periferia de Grecia Central, a la unidad periférica de Fócida y al municipio de Delfos. Se localiza  al este del puerto de Itea. En el año 2011 tenía 1385 habitantes.
En la Antigüedad, la ciudad de Cirra tuvo una gran importancia debido a su condición de puerto de Delfos, sede del famoso oráculo que lleva su nombre.

## Historia
Pausanias, que dice que Crisa era el antiguo nombre de Cirra, menciona que era el puerto de Delfos, que junto a ella desembocaba el río Plisto (llamado Xeropótamo en la actualidad), que cerca de ella había un hipódromo donde se celebraban las pruebas de equitación de los juegos Píticos, que su llanura carece de arbolado y, por motivos que no conocía, no intentaban plantarlos. Además, Pausanias destacó que allí había un templo dedicado a Apolo, Ártemis y Leto, con imágenes de dichos dioses, y otra imagen más pequeña de Adrastea.
En el año 595 a. C., por impiedades cometidas contra el dios Apolo, los anfictiones declararon la guerra contra Cirra, mediante un ejército que actuaba bajo el mando de Clístenes, tirano de Sición y con Solón de Atenas como consejero. Tras consultar el oráculo, Solón aconsejó previamente consagrar a Apolo el campo de Cirra. Más tarde, Cirra fue sitiada y Solón aconsejó desviar al cauce del río Pleisto y luego envenenó sus aguas con raíces de eléboro. Los centinelas de Cirra, a causa de los síntomas que les produjo, tuvieron que abandonar su puesto y así los anfictiones se apoderaron de la ciudad.
Estrabón, en cambio, distingue claramente las ciudades de Cirra y de Crisa. Sitúa a Cirra junto al mar, al pie del monte Cirfis. Había una distancia de ochenta estadios entre Cirra y Delfos, según Estrabón, o de sesenta según Pausanias. Estaba enfrente de Sición y contigua a Crisa. Ambas ciudades, Cirra y Crisa, se encontraban destruidas en tiempos de Estrabón, y comenta que la primera fue destruida antes, por los criseos, mientras dice que Crisa fue destruida por Euríloco el Tesalio durante la que él llama Guerra de Crisa, que sería la misma que relata Pausanias contra Cirra.